# Acerentulus seabrai
Acerentulus seabrai är en urinsektsart som beskrevs av Da Cunha 1952. Acerentulus seabrai ingår i släktet Acerentulus och familjen lönntrevfotingar. Inga underarter finns listade i Catalogue of Life.